# Consonante sorda
In linguistica, viene definito consonante sorda il suono articolato senza vibrazione delle corde vocali. Per esempio, sono sorde le consonanti /k/, /f/, /t/ /p/, /s/, /ts/, /tʃ/ e /ʃ/, mentre sono sonore le corrispettive  /ɡ/, /v/, /d/, /b/, /z/, /dz/, /dʒ/ e /m/, /n/, /ʎ/, /r/ e /ŋ/ poiché queste ultime, contrariamente alle prime, hanno bisogno della vibrazione delle corde vocali.